# Patrick Flanagan
Patrick "Pat" Flanagan foi um praticante de cabo de guerra dos Estados Unidos. Nos Jogos Olímpicos de Verão de 1904, fez parte da equipe que conquistou a medalha de ouro da modalidade.